# Onuris

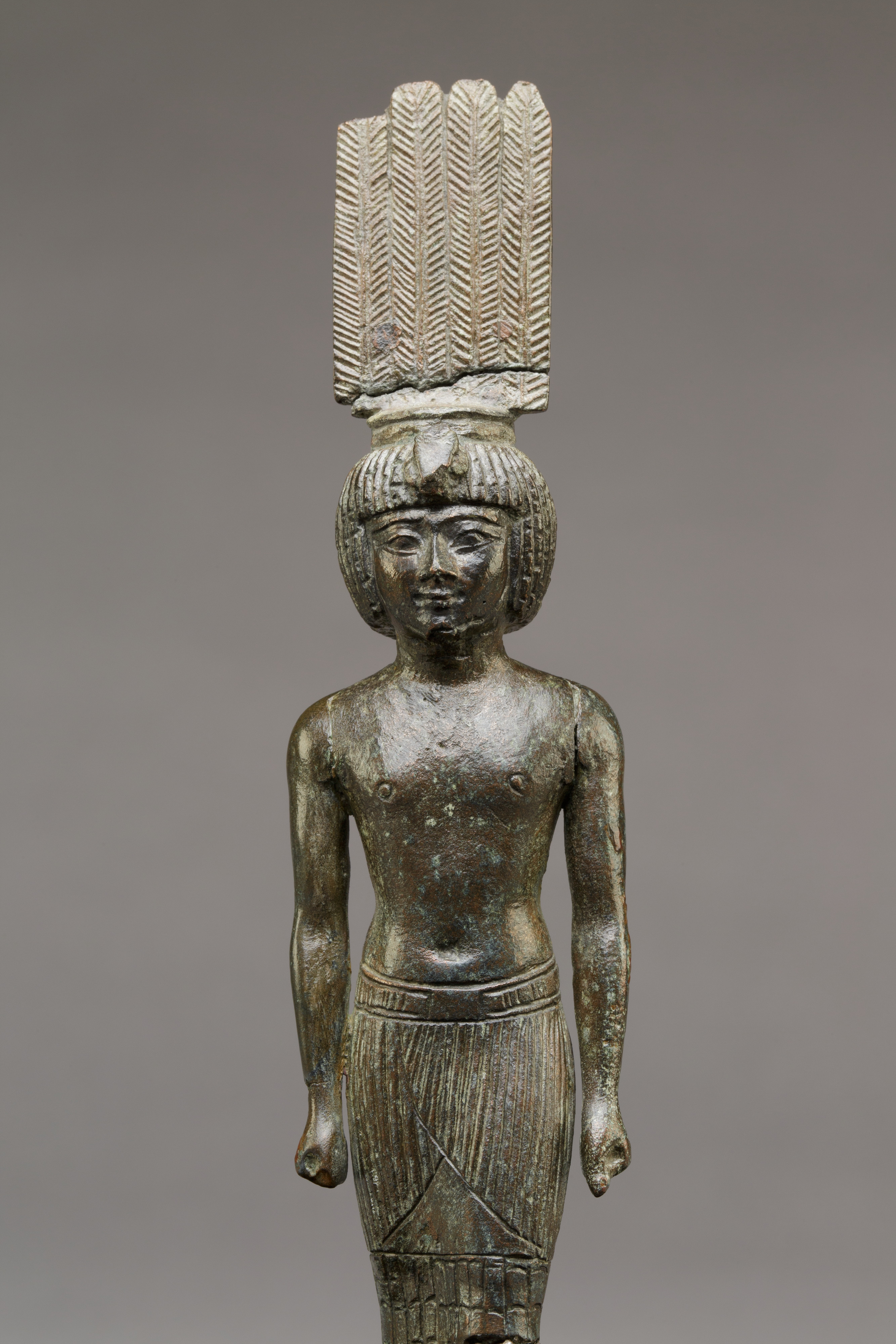

Onuris è la forma greca del nome della divinità egizia Inhert.
| W25 · n | V28 | D2 · r | t · N31 |

in ḥr t   - Inhert, con le possibili varianti:                                                                                                                        
| W25 | N31 |

| W25 | N1 |

| W25 · A40 · N1 |

Altre letture del nome sono: Anhur, An-Her, Anhuret, Han-Her, Onouris.

## Ruolo
Nella mitologia egizia Onuris fu in origine una divinità della caccia, il cui regno era il deserto; in epoca thinita divenne una divinità della guerra.

Il suo nome significa colui che riporta l'allontanata e secondo una leggenda raccolse l'occhio di Ra, di cui era il messaggero, che si era allontanato. Secondo un'altra tradizione riportò in patria una dea fuggita in Nubia, dea che veniva identificata con Tefnet.

Centri del suo culto furono Tini, capitale dell'VIII distretto dell'Alto Egitto e Sebennito, capitale del XII distretto del Basso Egitto.
Onuris, i cui titoli erano "Distruttore dei nemici" e "Salvatore", era il patrono dell'esercito egizio e proteggeva i fedeli contro i nemici e gli animali. Veniva raffigurato come un uomo, a volte con la testa da leone, con una lancia ed un copricapo con quattro piume.
Durante il Nuovo Regno, il collegamento con Tefnet portò ad associare Onuris con Shu.
In quanto difensore del Sole venne identificato con Horo.